# ヘンリー・スタージス・モルガン
ヘンリー・スタージス・モルガン・シニア（Henry Sturgis Morgan Sr., 1900年10月24日 - 1982年2月8日）は、アメリカ合衆国の銀行家である。モルガン・スタンレーの共同設立者、モルガン・ライブラリーの館長として知られる。

## 生い立ちと教育
1900年10月24日にイギリスのロンドンでジョン・ピアポント・モルガン・ジュニア（1867年-1943年）とジェーン・ノートン・モルガン（Jane Norton Morgan, 1925年生）のあいだに生まれる。父方の祖父はジョン・ピアポント・モルガン・シニア（1837年-1913年）、母方の祖父はボストンの銀行家で製粉所所有者のヘンリー・スタージス・グルー（Henry Sturgis Grew, 1833年-1910年）である。彼はグロットン・スクールで教育を受け、1923年にハーバード大学を卒業した。

## キャリア
ハーバード大学を卒業した1923年に彼はJ・P・モルガン&カンパニーに入社し、1928年から1935年までパートナーを務めた。1935年、グラス・スティーガル法により投資銀行業務と市中銀行業務の分離が行われると彼はハロルド・スタンレーと共同でモルガン・スタンレーを設立した。
1943年に父が亡くなると彼は兄のジューニアス・スペンサー・モルガン3世と共に遺産を相続した。

## 私生活
1923年6月26日、第2代大統領ジョン・アダムズと第6代大統領ジョン・クィンシー・アダムズの子孫にあたり、ハーバート・フーヴァーの下でアメリカ合衆国海軍長官を務めたチャールズ・フランシス・アダムズ3世とその妻フランシス・ラヴァリング（Frances Lovering）の娘であるキャサリン・フランシス・ラヴァリング・アダムズ（Catherine Frances Lovering Adams, 1902年-1988年）と結婚した。夫婦は以下5人をもうけた:
- ヘンリー・スタージス・モルガン・ジュニア（英語版） (1924年-2011年) - 海軍少将・海事弁護士[7]
- チャールズ・フランシス・モルガン (Charles Francis Morgan) - モルガン・スタンレー幹部[1]。1960年にサラ・ボールドウィン・ランバート（Sarah Baldwin Lambert）と結婚した[8][9][10]。
- マイルズ・モルガン (Miles Morgan, 1928年11月1日生)
- ジョン・アダムズ・モルガン（英語版） (1930年生) - ソーニャ・トレモント（英語版）（1963年生）など4度の結婚歴あり[11]。
- ピーター・アンガス・モルガン (Peter Angus Morgan, 1938年-2013年)[8][12]

1982年2月8日にニューヨーク市マンハッタンのコロンビア長老派教会医療センターで亡くなった。

### 活動と趣味
モルガンはモルガン・ライブラリーの評議員・館長、J・P・モルガン&カンパニー、ゼネラル・エレクトリック、プルマンの取締役、グロットン・スクールとニューヨーク近代美術館の評議員、ハーバード監督委員会のメンバーを務めた。第二次世界大戦中のモーガンは海軍予備役司令官であり、OSSエージェントとして活動した。
彼は父や兄、祖父と同様にニューヨーク・ヨット・クラブで会長を務め、またアメリカスカップ委員会の委員長も務めた。また国際ヨット競技連盟の副会長を務めた。さらに彼はボヘミアンクラブ、外交問題評議会、ニューヨーク市社会奉仕協会、ピルグリムズ・ソサイエティ、ロックスバーグ・クラブのメンバーであった。
死後の2001年にモルガンはアメリカスカップの殿堂入りを果たした。